# Веселе (Андрієво-Іванівська сільська громада)
Весе́ле — село Андрієво-Іванівської сільської громади у Березівському районі Одеської області, Україна. Населення становить 143 осίб.

## Населення
Згідно з переписом УРСР 1989 року чисельність наявного населення села становила 151 особа, з яких 65 чоловіків та 86 жінок.
За переписом населення України 2001 року в селі мешкали 143 особи.

### Мова
Розподіл населення за рідною мовою за даними перепису 2001 року:
| Мова       | Відсоток |
| ---------- | -------- |
| українська | 95,10 %  |
| румунська  | 4,20 %   |
| російська  | 0,70 %   |